# Velen
Die Stadt Velen (IPA: [ˈfeːlən]) liegt im westlichen Münsterland im Nordwesten des Bundeslands Nordrhein-Westfalen im Kreis Borken im Regierungsbezirk Münster. Im Jahr 2023 erhielt Velen den Titel staatlich anerkannter Luftkurort vom Regierungspräsidenten aus Münster verliehen. Von 2003 bis 2023 war Velen ein staatlich anerkannter Erholungsort. Seit dem 23. August 2012 trägt Velen die Bezeichnung Stadt Velen. Ursprünglich besteht die heutige Stadt Velen aus der Zusammenlegung der Gemeinden Ramsdorf und Velen.

## Geografie

### Räumliche Lage
Velen liegt nördlich des Höhenzugs Die Berge an der Bocholter Aa.

### Stadtgliederung
Velen setzt sich aus den Gebieten der ehemaligen Gemeinden Velen und Ramsdorf zusammen. Diese werden nochmals unterteilt, sodass 5 Ortsteile entstehen:
- Velen
  - Nordvelen
  - Waldvelen

- Ramsdorf

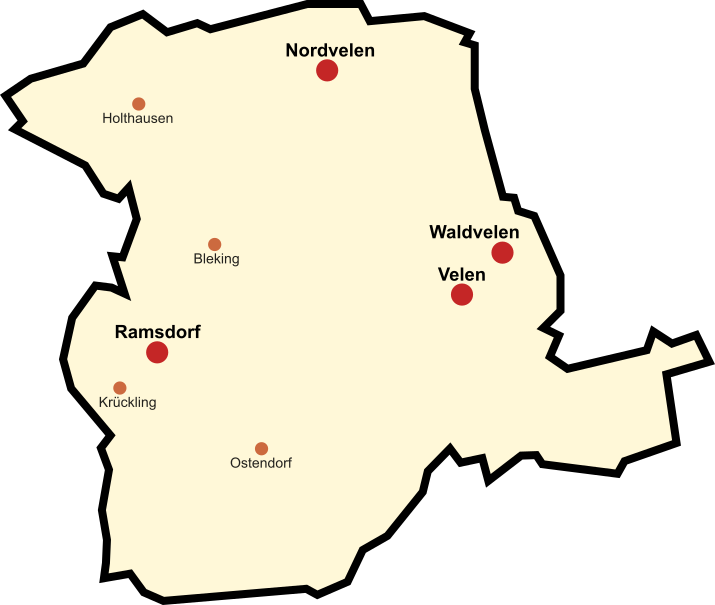
Ortsteile (rot) und Bauerschaften (orange) von Velen

  - Ortsteile (rot) und Bauerschaften (orange) von VelenKirchspiel Ramsdorf (mit Bleking, Holthausen, Ostendorf und Krückling)

### Nachbargemeinden
| Stadt Südlohn             |                 | Stadt Gescher                |
| Weseke (zur Stadt Borken) | Kompass         | Hochmoor (zur Stadt Gescher) |
| Stadt Borken              | Gemeinde Heiden | Gemeinde Reken               |

## Geschichte
Erstmals schriftlich erwähnt werden die heutigen Ortsteile um 890 (Velen) beziehungsweise 1050 (Ramsdorf).
Während Ramsdorf in der Folgezeit vor allem durch die Verleihung der Stadtrechte im Jahre 1319 und den Bau der Burg 1425 den Charakter einer – wenn auch kleinen – Stadt annahm, stand Velen seit dem Mittelalter unter dem dominanten Einfluss der Herren von Velen. Obschon sie seit 1372 dem Bischof von Münster lehnspflichtig waren, gelang es der Familie von Velen, im Laufe der nächsten Jahrhunderte bis in die obersten Ränge des westfälischen Adels aufzusteigen. Hermann VII. von Velen (1516–1595) begründete die engen Beziehungen Velens zum Emsland, die Dietrich von Velen (1591–1657) mit der Gründung der Stadt Papenburg festigte und ausbaute. Alexander von Velen zu Raesfeld (1599–1675) brachte es als Heerführer der katholischen Liga im Dreißigjährigen Krieg zum kaiserlichen Feldmarschall und wurde als westfälischer Wallenstein bezeichnet.

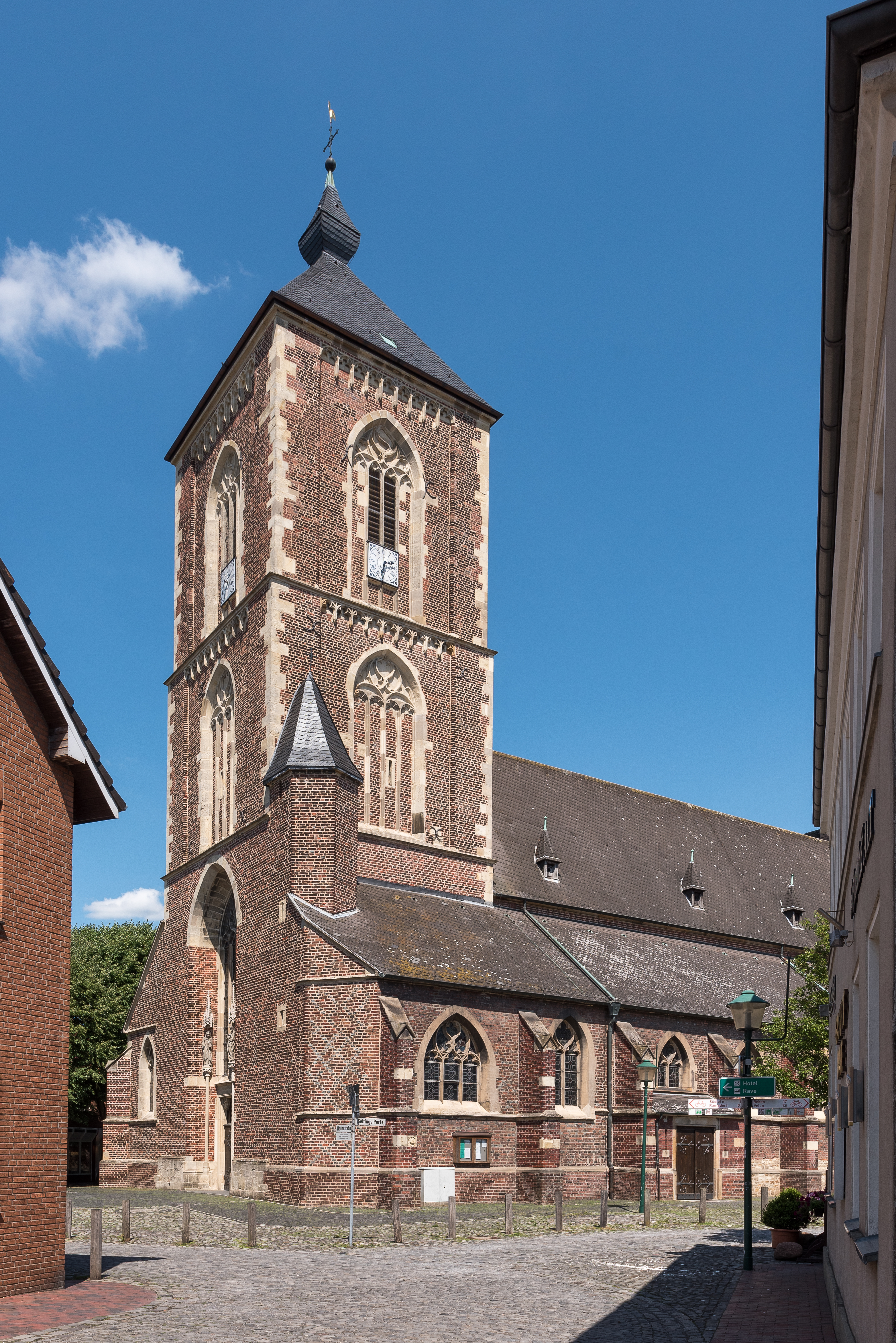
St. Walburga in Velen-Ramsdorf

Die Burg Ramsdorf wurde 1425 für den Münsteraner Fürstbischof Heinrich II. von Moers errichtet. Bereits 1451 in der Münsterischen Stiftsfehde (1450–1457) wurde sie zerstört und anschließend teilweise wieder aufgebaut. Im 17. Jahrhundert verfiel sie erneut.
Das heute bestehende rechteckige Backsteingebäude mit Werksteingliederung wurde 1727 von den Brüdern Alexander und Anton Jungeblodt erstellt. Dabei blieben Reste der Anlage des 15. Jahrhunderts, vor allem der runde Eckturm erhalten. Seit 1930 beherbergt die Burg das Museum Burg Ramsdorf. Die 1993 nach neuesten musealen Gesichtspunkten neugestaltete Ausstellung gliedert sich in Abteilungen zur regionalen Ur- und Frühgeschichte, zur Stadt- und Sozialgeschichte sowie zur Naturkunde. Der Burgsaal dient kulturellen Zwecken.
Auf die lange Geschichte der Pfarrei St. Walburga verweist die dreischiffige Hallenkirche St. Walburga, die im Kern 1410 errichtet wurde. Mit dem Bau des Westturms und der beiden Seitenschiffe wurde 1513 begonnen. Die Osterweiterung durch Querschiff und Chor erfolgte von 1912 bis 1914.
Ein weiteres bedeutendes historisches Bauwerk ist das Haus Röllinghoff. An dem Bauernhaus blieb ein Flügel aus dem frühen 16. Jahrhundert erhalten. Im Hauptgeschoss dieses Backsteinbaus befindet sich einer der ältesten in seiner ursprünglichen Form erhaltenen profanen Säle des westlichen Münsterlandes.
Das Schloss Velen mit Ursprüngen aus der ersten Hälfte des 15. Jahrhunderts, erfuhr vor allem unter dem bedeutendsten westfälischen Baumeister, Johann Conrad Schlaun, in der Mitte des 18. Jahrhunderts die Umgestaltung zum späteren Märchenschloss des Münsterlandes. Nach einem verheerenden Brand im Jahr 1931 wurde das Schloss wieder aufgebaut und beherbergte zunächst ein Lazarett, ein Altersheim und dann eine Zollschule. Nach umfangreichen Renovierungs- und Restaurierungsmaßnahmen wurde im Jahr 1988 das heutige Sporthotel eröffnet.
Unterdessen litt die einfache Bevölkerung bis zu Beginn des 19. Jahrhunderts unter den stetig wiederkehrenden Kriegen. Nicht zuletzt die enormen Militärkosten und die ständigen Einquartierungen führten dazu, dass Ramsdorf trotz seiner Stadtrechte nicht über den Status eines sogenannten Wigboldes, einer Stadt mit minderen Rechten, hinauskam. Als im Jahre 1816 Preußen die Herrschaft über das Westmünsterland übernahm, zählte die heutige Gemeinde (mit den damaligen Ämtern Velen und Ramsdorf) 3780 Einwohner. Die Mehrzahl der Einwohner lebte von der Landwirtschaft und betrieb im Neben- und Zuerwerb vor allem Handweberei. Wenn auch weiterhin Armut und Not häufiger Gast in den Häusern Velens und Ramsdorfs waren und viele Menschen ihr Glück in der Auswanderung nach Amerika suchten, so begann doch langsam ein Wandel zum Besseren. Bereits seit 1848 wurden beide Ämter in Personalunion von einem Amtmann in Velen geleitet. Der Ausbau des Schulsystems, die Agrarreformen und die vor Ort seit etwa 1870 maschinell betriebene Textilindustrie brachten beiden Orten wichtige Impulse. Das Velener Adelshaus prägte vor allem durch Ignatz von Landsberg-Velen (1788–1863) und seinen Enkel Maximilian (1847–1902) über die Gemeinde hinaus die westfälische Geschichte. Trotz dieser Entwicklung hatte sich speziell Ramsdorf bis in das 20. Jahrhundert hinein den Charakter einer Ackerbürgerstadt erhalten, die Einwohnerzahl beider Ämter war bis 1900 (4100) ebenfalls kaum gestiegen.
Die Jahre bis 1933 waren für beide Ämter von wechselnder Konjunktur, einem Anwachsen der Bevölkerung und langsamer Modernisierung gekennzeichnet. Als Velen und Ramsdorf 1945 Bilanz der zwölfjährigen Naziherrschaft zogen, waren die materiellen Schäden durch den Weltkrieg lediglich in Ramsdorf von größerer Bedeutung. In personeller wie moralischer Hinsicht aber waren die Verluste unermesslich, mehr als 500 vermisste und gefallene Personen sowie jüdische Familien waren dem Krieg zum Opfer gefallen.
Trotz vieler Schwierigkeiten in den ersten Nachkriegsjahren (z. B. Flüchtlingsproblematik) nahm die Gemeinde nach 1945 eine sehr positive Entwicklung. Neben einer weiteren Verbesserung der Infrastruktur gelang es vor allem, durch die Ansiedlung neuer Betriebe die Wirtschaftskraft zu heben. Im Rahmen der kommunalen Neugliederung, die zu einer effektiveren Verwaltung führte, wurden die Gemeinden Ramsdorf-Stadt und Ramsdorf-Kirchspiel 1959 zur Gemeinde Ramsdorf zusammengeschlossen. Zehn Jahre später erfolgte mit dem Gesetz zur Neugliederung von Gemeinden des Landkreises Borken die Zusammenlegung der drei Velener Gemeinden, Velen-Dorf, Waldvelen und Nordvelen. Mit der Bildung der zweipoligen Gemeinde Velen aus den ehemaligen Gemeinden Velen und Ramsdorf fand diese Entwicklung 1975 durch das Münster/Hamm-Gesetz ihren Abschluss.
Velen ist Sitz der Regionale-2016-Agentur; dies ist die zentrale Steuerungsstelle für den Regionale-Prozess im Westmünsterland.

### Eingemeindungen
Am 1. April 1959 wurden die Gemeinden Kirchspiel Ramsdorf und Stadt Ramsdorf durch Landesgesetz zur neuen Gemeinde Ramsdorf vereinigt. Am 1. Juli 1969 erfolgte die Zusammenlegung der drei Velener Gemeinden Velen-Dorf, Waldvelen und Nordvelen zur neuen Gemeinde Velen. Am 1. Januar 1975 wurde Ramsdorf ein Ortsteil der Gemeinde Velen. Zudem wurde ein Teilgebiet der Nachbargemeinde Heiden mit damals etwa 150 Einwohnern eingegliedert.

## Politik

### Stadtrat
Die Zusammensetzung des Rats seit den Kommunalwahlen 2009 zeigt die Tabelle.
|      | CDU | UWG | SPD | Grüne |
| ---- | --- | --- | --- | ----- |
| 2020 | 13  | 7   | 4   | 4     |
| 2014 | 14  | 5   | 5   | 2     |
| 2009 | 15  | 6   | 3   | 2     |

### Bürgermeister
Von 2009 bis 2015 war Christian Schulze Pellengahr Bürgermeister der Gemeinde Velen, zuletzt wurde er 2014 wiedergewählt. Nachdem er bei den Kommunalwahlen 2015 zum Landrat des Kreises Coesfeld gewählt worden war, übernahm der erste Beigeordnete Thomas Brüggemann die Amtsgeschäfte kommissarisch. Bei der Neuwahl am 28. Februar 2016 siegte die parteilose Dagmar Jeske mit 69,9 % der Stimmen deutlich gegen ihren Konkurrenten Thomas Kronenfeld (CDU). 2020 wurde sie mit 52,7 % wiedergewählt.

### Wappen, Banner und Flagge
Die Stadt Velen führt das Wappen, Banner und Dienstsiegel des früheren Amtes Velen-Ramsdorf, wie es der Innenminister mit Erlass vom 17. November 1961 verliehen hat, in der Fassung, wie es der Regierungspräsident zu Münster mit Urkunde vom 14. November 1977 genehmigt hat. Der Rat der Stadt Velen hat am 17. Dezember 2012 zudem die Einführung einer Hissflagge beschlossen, die der Landrat des Kreises Borken – Kommunalaufsicht – am 28. Dezember 2012 genehmigt hat.

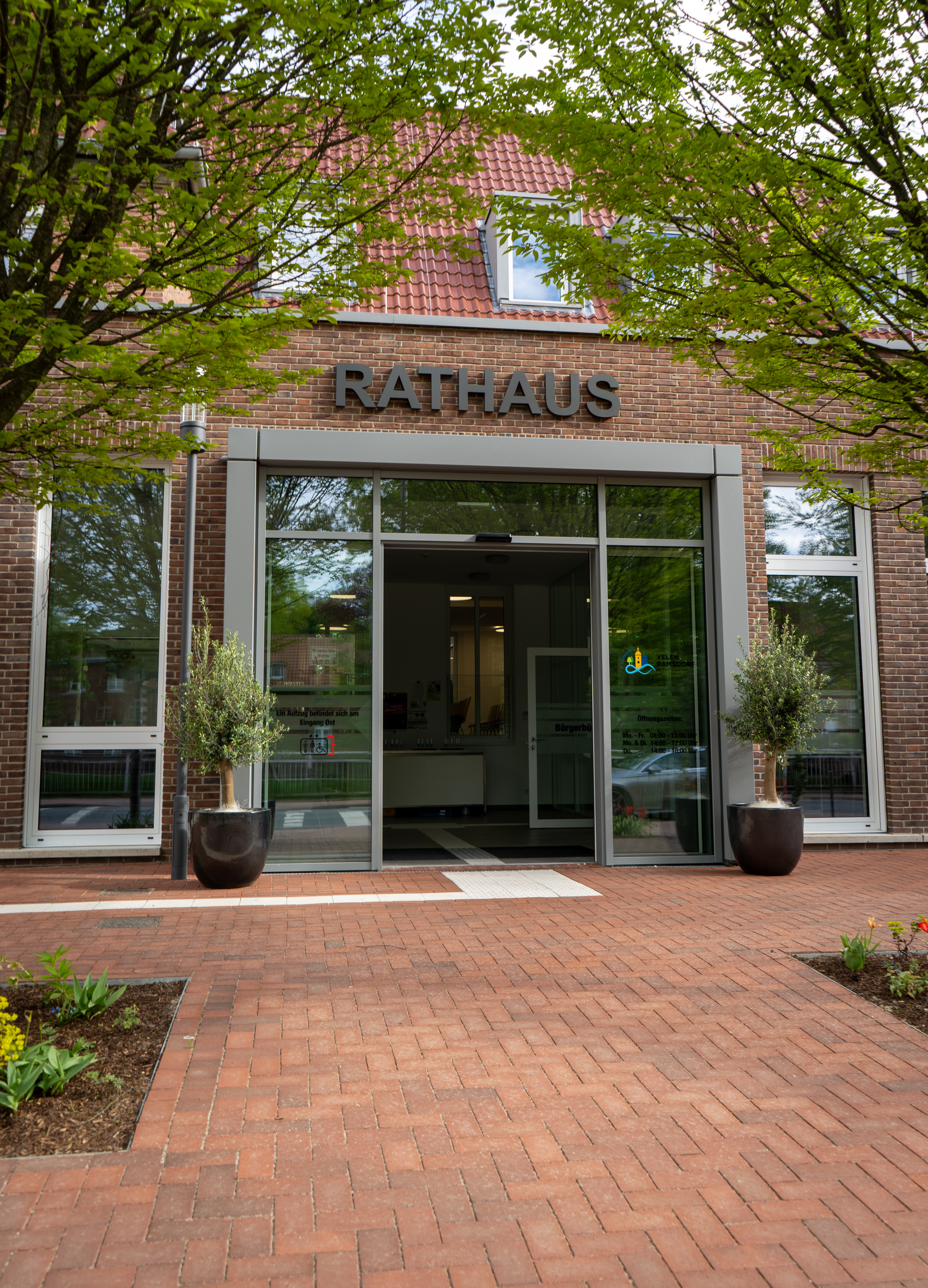
Rathaus der Stadt Velen

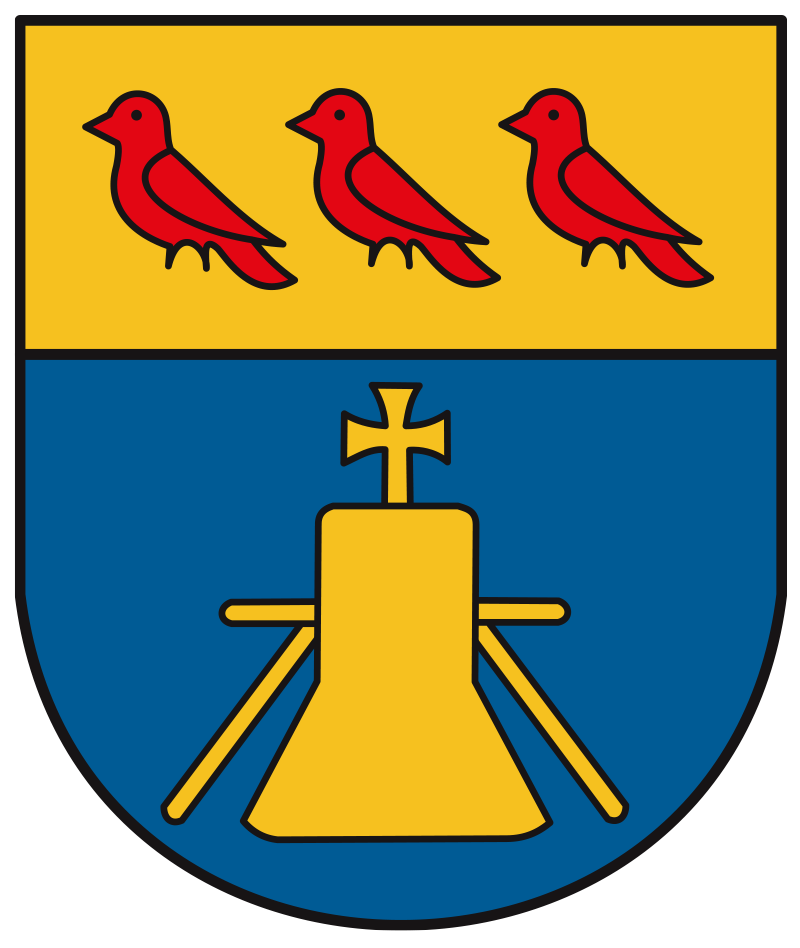
Wappen der Stadt Velen
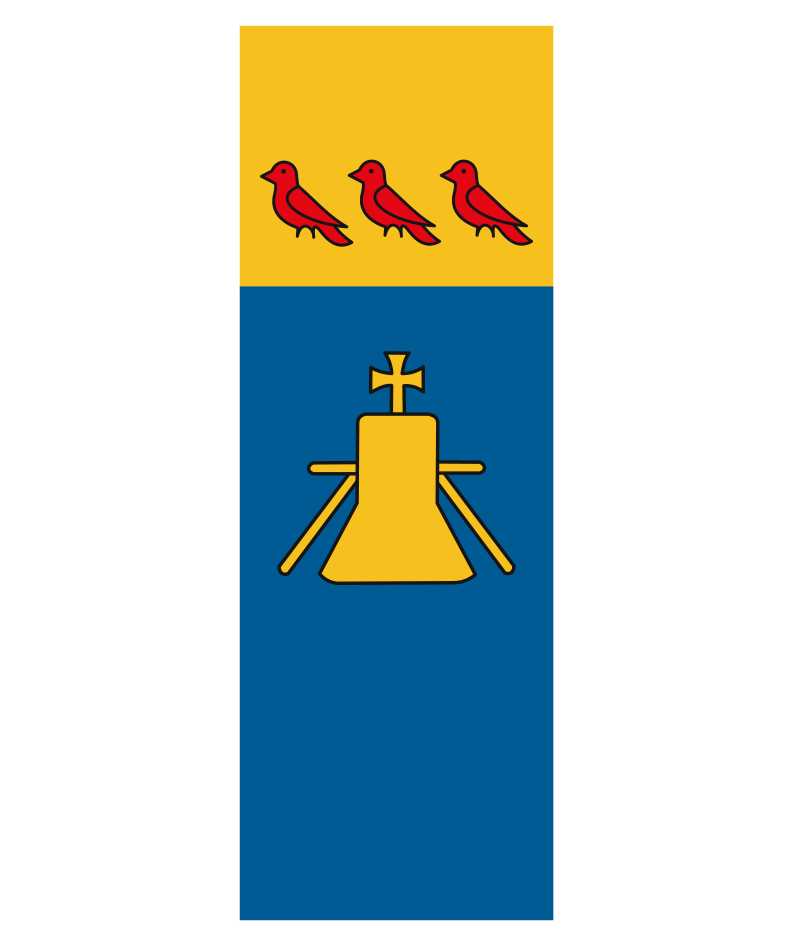
Banner Stadt Velen
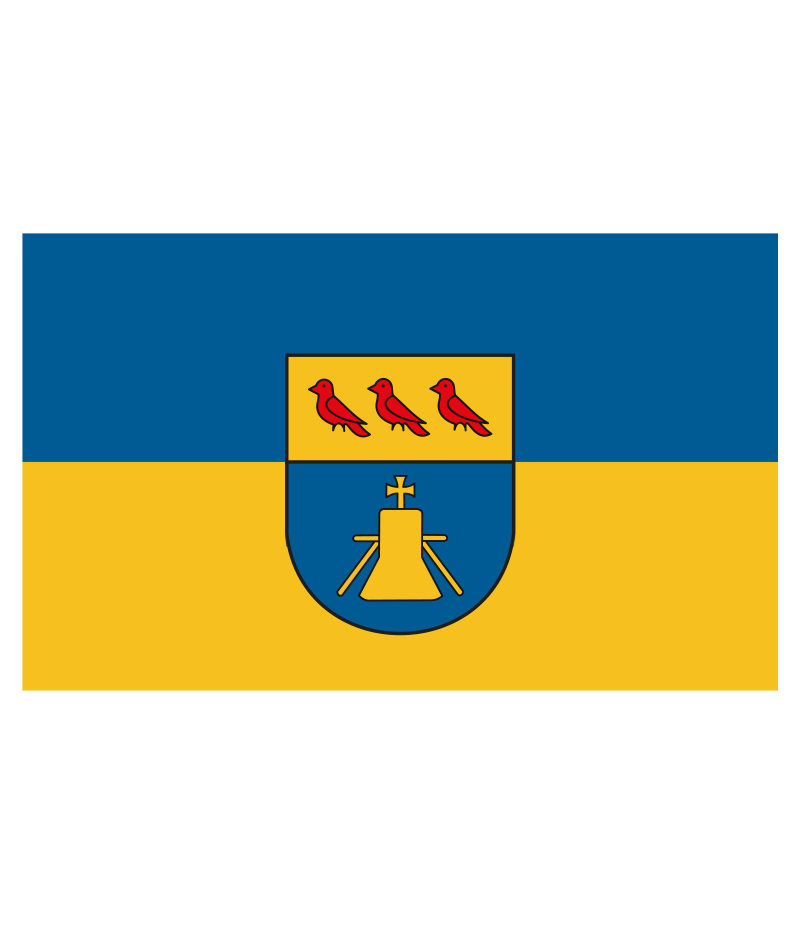
Flagge Stadt Velen
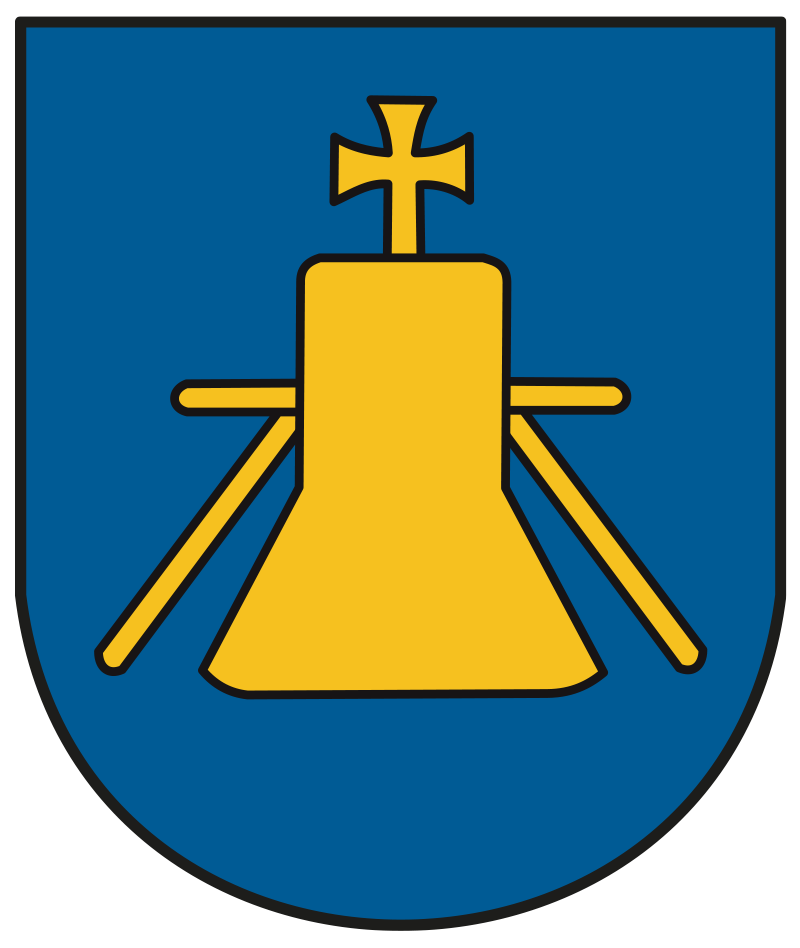
Wappen der ehem. Gemeinde Ramsdorf
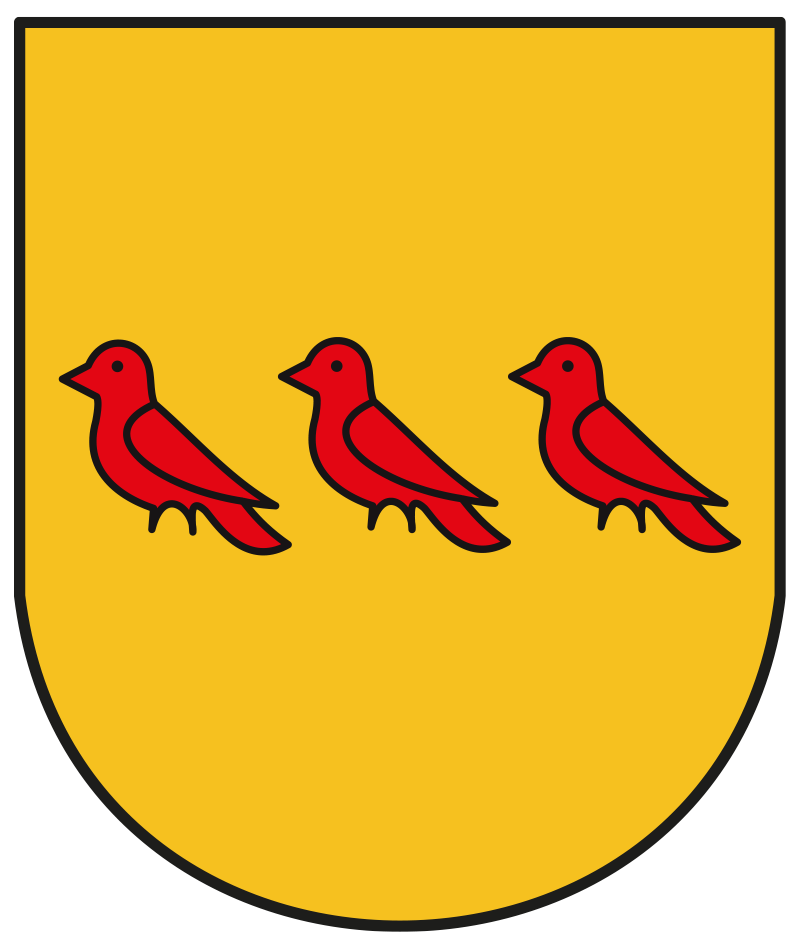
Wappen der ehem. Gemeinde Velen

#### Wappen
Blasonierung: „Das Wappen der Stadt Velen zeigt im vergrößerten gelben Schildhaupt drei balkenweise gestellte rote Merletten, unten in Blau eine mit gelbem Kreuz besteckte gelbe Ramme.“
Vor der Fusionierung der Gemeinden Velen und Ramsdorf zeigte das Wappen Velens nur die drei roten Merletten (Das Wappen der Familie von Velen.) auf goldenen Grund. Die Merlette ist ein heraldisch gestutzter kleiner, entenartiger Vogel; ihm fehlen Schnabel und Füße. Viele Heraldiker sehen in der Merle eine gestümmelte Amsel. Ramsdorf zeigte in Blau, die mit einem Kreuz besteckte goldene (gelbe) Ramme.

#### Banner und Flagge
Beschreibung des Banners: „Im gelben Bannerhaupt im unteren Teil drei balkenweise gestellte rote Merletten, unten in Blau in der oberen Hälfte eine mit gelbem Kreuz besteckte gelbe Ramme.“ Die Hauptsatzung gibt keine Beschreibung des Banners.
Beschreibung der Flagge: „Die Flagge ist blau und gelb in zwei Bahnen quergestreift und zeigt in der Mitte das Wappen.“
Das Amtsblatt der Stadt Velen gibt folgende völlig unzureichende Beschreibung: „Die Farben des Wappens wiederholen sich in der Farbgebung der Hissflagge.“

### Gemeindepartnerschaften
- Malliß in Mecklenburg-Vorpommern, seit dem 5. Mai 1995
- Długołęka in Polen, seit dem 17. Mai 2003[12]

## Kultur und Sehenswürdigkeiten

### Bauwerke

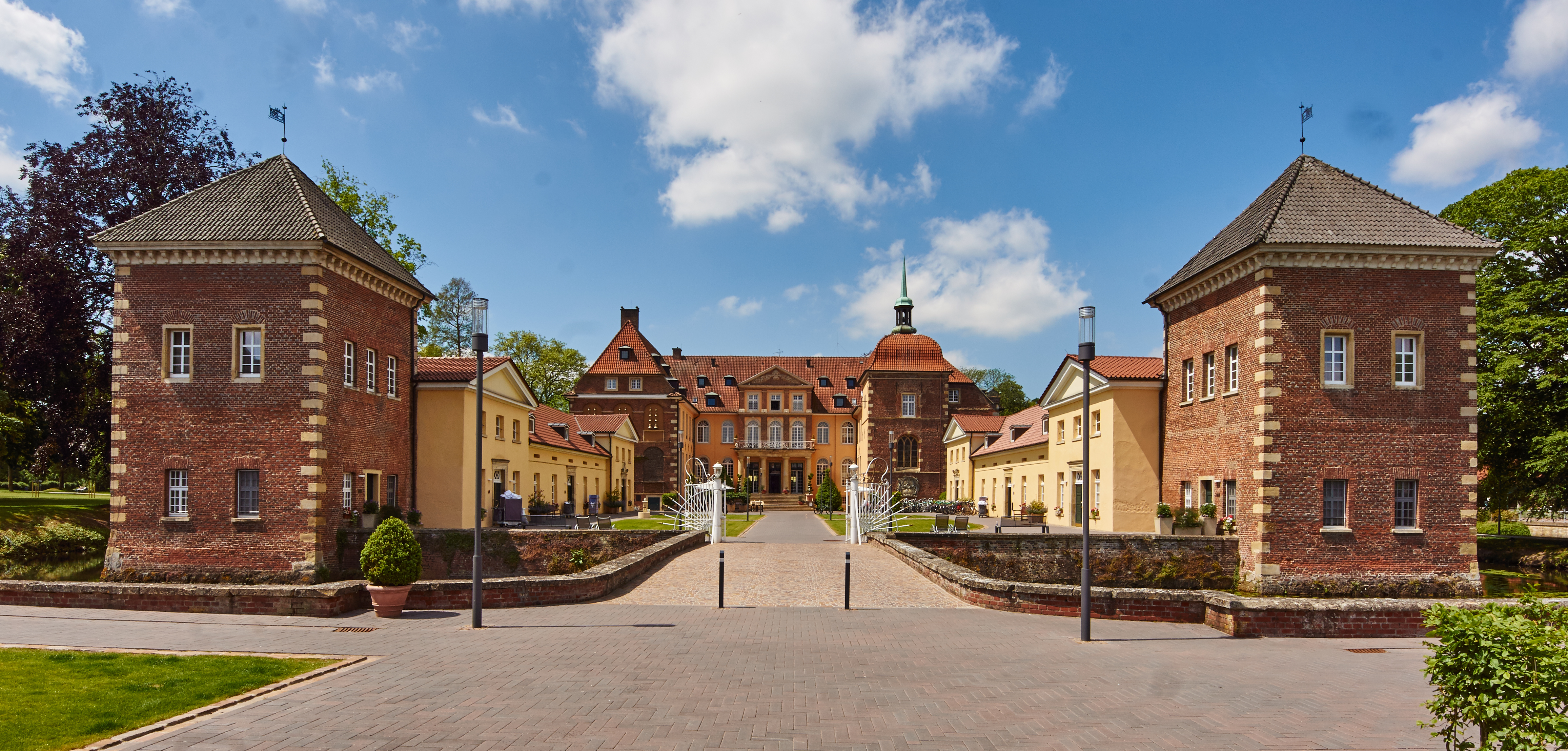
Schloss Velen

Sehenswert sind das Wasserschloss Velen, das seit einigen Jahren als Tagungs- und Seminarhaus genutzt wird, sowie die örtlichen katholischen Pfarrkirchen und die Mühle am Thesingbach. Südwestlich liegt das Haus Röllinghoff. Im Sommer ist der artesische Brunnen an der Gemeindegrenze zu Heiden ein beliebtes Ausflugsziel.

### Parks
Velen liegt am Nordrand des Naturparks Hohe Mark-Westmünsterland, der sich durch bewaldete Landschaft auszeichnet.

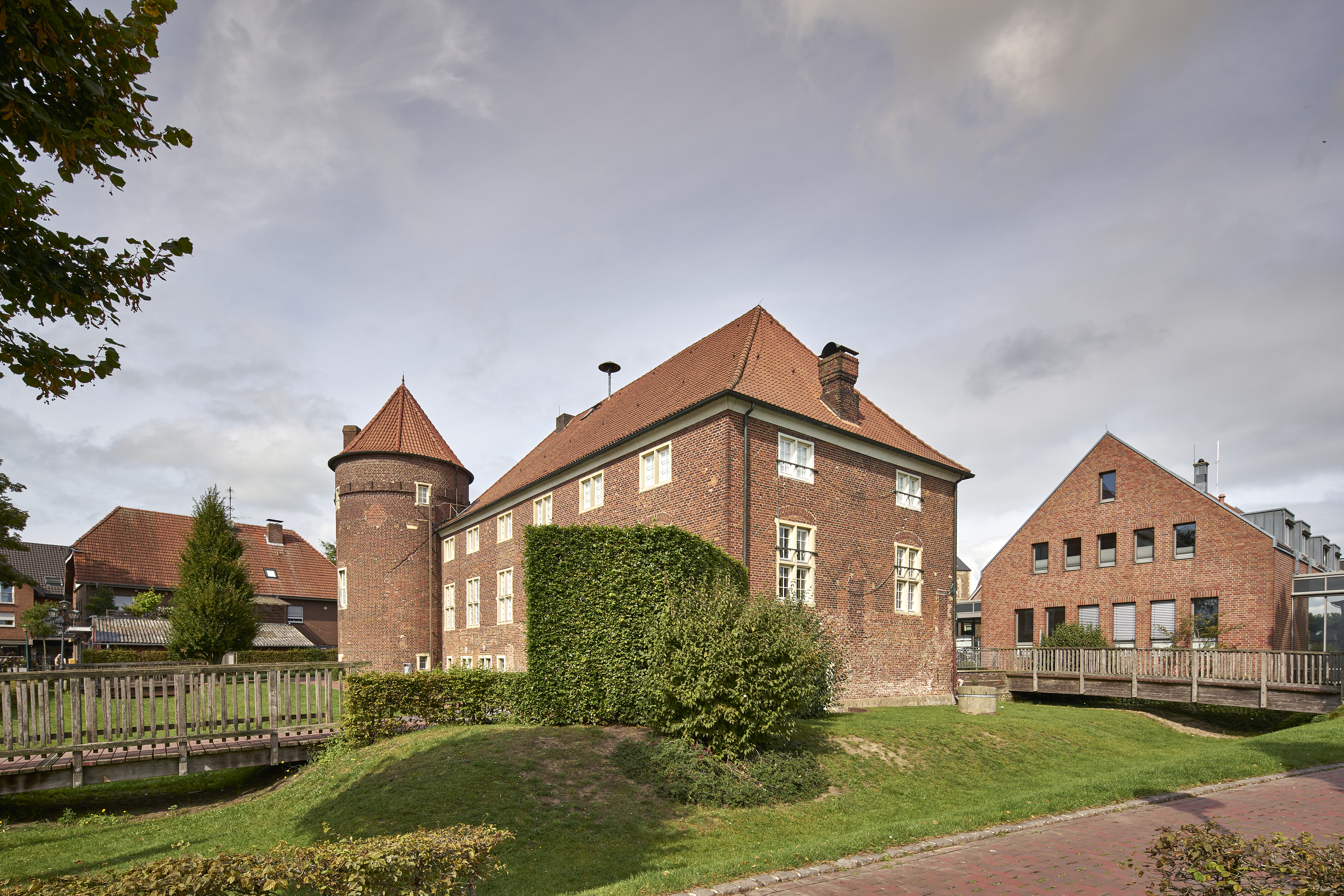
Burg Ramsdorf

Von einem Park mit teilweise uraltem Baumbestand ist das Wasserschloss Velen umgeben. Hier befindet sich auch die Golfanlage des Schlosses. Daran schließt sich südlich der Tiergarten an. Dies ist eine Wald- und Parkanlage, die 2006 wieder der historischen, nach Plänen Johann Conrad Schlauns gestalteten Form angenähert wurde.
Ramsdorf besitzt zudem einen ausgedehnten Stadtwald.

### Museen
- Museum Burg Ramsdorf in Ramsdorf
- Museum Sägemühle Gut Ross in Velen

### Sport
Der wichtigste Sportverein in Velen ist der TuS Velen 1925 und in Ramsdorf der VfL Ramsdorf e. V. 1936, die neben Fußball auch Volleyball und Breitensport anbieten. 
Velen ist an einige touristische Radrouten angeschlossen, u. a. an die 100-Schlösser-Route, die Flamingoroute, die Aaroute und die Naturpark Hohe Mark Route.

### Regelmäßige Veranstaltungen
Rund ums Jahr finden zahlreiche Feste und Veranstaltungen statt, bei denen Bewohner und Besucher die Stadt erleben können.

## Wirtschaft und Infrastruktur

### Verkehrsanbindung
Der Busverkehr wird im Rahmen des Regionalverkehrs Münsterland betrieben. Die örtlich verkehrende Regionalbuslinie R51 (Coesfeld-Gescher-Velen-Borken-Rhede-Bocholt) wird von der Bahntochter WB Westfalenbus GmbH mit Sitz in Münster betrieben und verkehrt wochentags halbstündlich, am Wochenende stündlich.
Der ehemalige Bahnhof befand sich auf dem heutigen Firmengelände der Molkerei Wiegert und wurde bis Mitte der 1970er-Jahre für den Personenverkehr auf der Empel-Rees-Strecke genutzt. Somit war Velen einst via Schiene mit Münster, bzw. Rees verbunden. Der ehemalige Bahnhof in Velen-Ramsdorf ist bis heute als Denkmal erhalten.

### Ansässige Unternehmen
Im Osten von Velen besteht ein Gewerbegebiet zwischen Industriestraße und Hochmoorstraße. Hier sind u. a. ansässig Velener Textil, das Apparatebauunternehmen Buddenkotte, sowie mehrere Betriebe aus dem KfZ-Bereich. Ein weiteres Gewerbegebiet existiert am Südring in Ramsdorf mit der TREX Transport und Express GmbH und mehreren Betrieben der KfZ-Branche. Im Übrigen dominiert in Velen der Einzelhandel.

### Bildung
In der Stadt Velen gibt es zwei Grundschulen und eine Gesamtschule (Teilstandort der Gesamtschule Gescher).
Jeweils eine Grundschule befindet sich im Ortsteil Ramsdorf (Walburgisschule) und im Ortsteil Velen (Andreas-Schule).
Im Ortsteil Velen befindet sich der Teilstandort der Gesamtschule Gescher (Gesamtschule Gescher).

## Persönlichkeiten
- Hendrickje Stoffels (1626–[14][15] 1663), Lebensgefährtin des niederländischen Barock-Malers Rembrandt
- Joseph Niesert (1766–1841), katholischer Priester, Altertumswissenschaftler und Autor
- Max von Landsberg-Velen (1847–1902), westfälischer Standesherr und preußischer Agrarpolitiker
- Josef Tillmans (1876–1935), Lebensmittelchemiker
- Bernhard Laum (1884–1974), Altertumswissenschaftler
- Frieda Terhoch (1889–1957), Kauffrau, zog mit ihrer Familie 1939 als jüdische Emigrantin nach Kanada
- Ignaz Lünenborg (1897–1976), Politiker (Zentrum, CDU), Mitglied des Landtags von Nordrhein-Westfalen
- Hans Meis (1902–1984), deutscher Politiker (CDU)
- Elisabeth Enseling (1907–1998), deutsche Politikerin (CDU)
- Fabianus Brockhaus (1911–1943), deutscher Missionar und Märtyrer
- Ludwig Averkamp (1927–2013), Erzbischof von Hamburg
- Klaus Balkenhol (* 1939), deutscher Dressurreiter
- Georg Veit (* 1956), Lehrer und Schriftsteller
- Ludgera Selting (* 1964), Richterin
- Dirk Bernemann (* 1975), Autor
- Sören Storks (* 1986), Fußballschiedsrichter